# Alfred Bonjean
Alfred Bonjean (Quaregnon, 19 novembre 1901 - Saint-Ghislain, 31 août 1992) est un homme politique wallon du PSB.

## Biographie
Alfred Bonjean est issu d'une famille d'ouvriers mineurs, il entre dans la vie active dès l'âge de 12 ans à la verrerie de Saint-Ghislain. Manœuvre au Rivage en 1914, il travaille au charbonnage dès 1916. Piocheur au chemin de fer, il est embauché à la Faïencerie de Wasmuel en 1921.
Son militantisme syndical particulièrement actif lui vaudra de perdre son emploi à la faïencerie en 1927. Dès 1928, il occupe le poste de permanent syndical de la Centrale du Bâtiment. En 1930, il décroche son diplôme d'assistant social.
Durant la deuxième guerre mondiale, Alfred Bonjean travaille à Cérabel à Baudour mais recherché par les Allemands pour ses activités de résistant, il entre dans la clandestinité.
En 1944, il succède à Émile Cornez devenu Gouverneur de la Province de Hainaut, en qualité de Secrétaire de la Fédération des Mutualités Socialistes dont il deviendra Président.
Député de l'arrondissement de Mons-Borinage de 1951 à 1958 où il succéda à Louis Piérard, il quitte la Chambre en 1958 pour le Sénat où il est siège comme sénateur provincial du Hainaut. En 1961, il est élu sénateur de l'arrondissement de Mons-Soignies. Il quitte le parlement en 1965.
Au niveau local, il devient en 1934 échevin de l'Instruction Publique, il succèdera à Georges Plumat après le décès de ce dernier comme Bourgmestre de Quaregnon, fonction qu'il occupe du 19 avril 1957 au 31 décembre 1976.